# Zosne cachita
Zosne cachita là một loài bọ cánh cứng trong họ Cerambycidae.